# Andrzeja
Andrzejaⓘ, Ondrzeja, Anda – polskie imię żeńskie pochodzące od imienia męskiego Andrzej. Dzisiaj raczej rzadko spotykane (według materiałów Instytutu Języka Polskiego PAN w roku 1998 imię to nosiło 78 mieszkanek Polski). Imię było bardziej popularne w średniowieczu.
Zagranicznym odpowiednikiem tego imienia jest Andrea.

## Znane postacie
- Andrzeja Górska
- Anda Rottenberg